# Kandidat (valg)
 For alternative betydninger, se Kandidat (flertydig). (Se også artikler, som begynder med Kandidat)
Kandidat til et valg er en person som søger at blive valgt til for eksempel byråd eller folketing eller til en bestyrelsespost eller en anden tillidspost i en forening, virksomhed eller lignende.
Som kandidat til offentlige valg kan man opstilles for et parti, en borgerliste eller som enkelt person. Som kandidat fremgår ens navn på stemmesedlen, her er der så muligt at stemme personligt på vedkommende i modsætning til at stemme på et parti eller en liste.

## Spidskandidat
I dansk såvel som tysk politik bliver personen, der står øverst på en partiliste, kaldt spidskandidat. Som regel betyder det, at denne person (normalvis partiets leder) bliver valgt til at lede regeringen eller byrådet, hvis dennes parti vinder valget. Mange andre lande med parlamentarisme har det samme system. Det har stor betydning for antallet af personlige stemmer, hvor højt man står på listen, særligt når man står øverst som spidskandidat.

## Ekstern henvisning
- Indenrigs- og Socialministeriet – Valgordbog (Webside ikke længere tilgængelig)